# Anders Hagfeldt
Anders Hagfeldt (nacido el 16 de febrero de 1964) es un científico de materiales sueco. Desde 2021 es rector de la Universidad de Uppsala, donde es profesor de química física y donde recibió su PhD en 1993.
Su índice h – según Scopus – es 157, basado en 677 documentos publicados. Times Higher Education lo incluyó como el 46.º mejor científico de materiales de la última década. Sus membresías incluyen la Academia Europea de Ciencias y Artes, la Sociedad Real de Ciencias de Uppsala, la Academia Real Sueca de Ciencias de la Ingeniería y la Academia Real Sueca de Ciencias. Tiene un doctorado honorario de la Université Paris Diderot y es professeur honoraire de la École Polytechnique Fédérale de Lausanne en Suiza.
Es editor editor en jefe adjunto del Journal of Materials Chemistry A.
Recibió el Premio Björkén en 2016.
En septiembre de 2023 fue exonerado en un caso de mala conducta en la investigación.